# Under the Anheuser Bush
"Under the Anheuser Bush" é uma canção de cervejaria encomendada pela cervejaria Anheuser-Busch em 1903. Com música de Harry Von Tilzer e letra de Andrew B. Sterling, o título contém um trocadilho com os sobrenomes dos fundadores da empresa ("Busch" é a palavra alemã para "Bush").

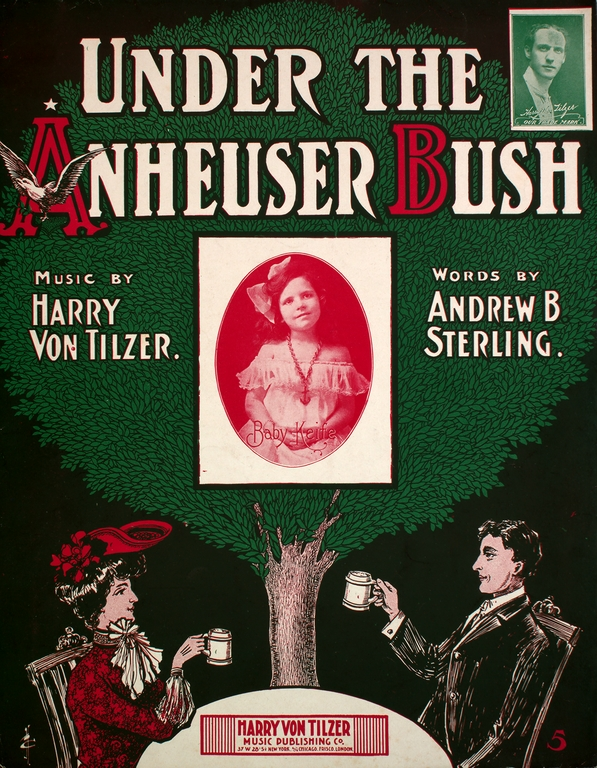
Capa da partitura estilizada com o logotipo da Anheuser-Busch (1903)

Publicado pelo Harry Von Tilzer Music Pub. Co., seguiu-se ao sucesso da composição da cervejaria de Von Tilzer de 1902, "Down Where The Wurzburger Flows".
A letra do refrão abaixo é impressa na partitura de 1903. A frase "venha e tome uma caneca ou duas" é apoiada pelo primeiro compasso do padrão folclórico alemão "Oh du lieber Augustin".
Come, come, come and make eyes with me
Under the Anheuser Bush
Come, come drink some "Budwise" with me
Under the Anheuser Bush
Hear the old German band... [followed by a bar of "Oh du lieber Augustin"]
Just let me hold your hand – Yah!
Do, do come and have a stein or two
Under the Anheuser Bush
Gravações populares foram feitas por Billy Murray (1904) e em dueto por Collins e Harlan (1905). No filme Meet Me in St. Louis da MGM, ambientado em 1903, a orquestra do baile de Natal toca uma versão instrumental.
A canção foi adaptada para uma versão do music hall britânico chamada "Down at the Old Bull and Bush", escrita para Florrie Forde e popularizada por ela.
A melodia foi adaptada para a paródia política "Down At The Old Watergate" durante o escândalo de Watergate.